# Hrabstwo Giles (Wirginia)

Piramida wieku hrabstwa

Hrabstwo Giles – hrabstwo w USA, w stanie Wirginia, według spisu z 2000 roku liczba ludności wynosiła 16657. Siedzibą hrabstwa jest Pearisburg.

## Geografia
Według spisu hrabstwo zajmuje powierzchnię 933 km², z czego 925 km² stanowią lądy, a 8 km² – wody.

### Miasta
- Glen Lyn
- Narrows
- Pearisburg
- Pembroke
- Rich Creek